# 캐서린 번스
캐서린 번스(Catherine Burns, 1945년 9월 24일 ~   2019년 2월 2일)는 미국의 배우, 작가이다.

## 출연 작품
- 창공의 여왕 (1976년)
- 심야의 테러 (1972년)
- 라스트 썸머 (1969년)
- 미 나탈리 (1969년)

### 텔레비전
- 유물 (1978, The Word)